# Mutamba Kabongo
Mutamba Kabongo (* 9. Dezember 1970) ist ein ehemaliger kongolesischer Fußballnationalspieler.
Der Abwehrspieler war bis 1996 im Kongo bei AS Bantous aus Mbuji-Mayi unter Vertrag. Von 1997 bis 2000 spielte er in Südkorea in der K-League für die Anyang LG Cheetahs.
Mit der Nationalmannschaft des Kongo nahm Mutamba Kabongo an der Afrikameisterschaft 1996 in Südafrika und 1998 in Burkina Faso teil, wo sein Team Platz 3 erreichte.